# 서귀포학생문화원
서귀포학생문화원(西歸浦學生文化院)은 학생들의 다양한 교외·독서활동 및 심신수련을 통하여 교양을 높이고 건전한 정서를 함양하며 학생문화 창달을 위하여 제주특별자치도교육청 산하에 설치된 소속기관이다.